# Могила (Люблінське воєводство)
Могила (пол. Mogiła) —  частина села Рокітно у Польщі, в Люблінському воєводстві Томашовського повіту, ґміни Ульгувек.